# Csalánfélék
A csalánfélék (Urticaceae) a rózsavirágúak rendjének (Rosales) egyik családja, az APG II-ben az eurosid I kládban. A csalánfélék a szilfafélékkel (Ulmaceae), a kenderfélékkel (Cannabaceae) és az eperfafélékkel (Moraceae) együtt a renden belül is monofiletikus csoportot alkot, így a korábbi csalánvirágúak név e négy klád egységének fenntartható. Ugyanakkor a Cecropia génuszról, amit korábban egyesek a Moraceae, mások az Urticaceae családba, vagy saját Cecropicaceae családba helyeztek, bebizonyosodott hogy az Urticaceae családba tartozik. A korábbi rendszerekben (Urania Növényvilág, Hortobágyi-rendszer, Borhidi-rendszer) a csalánvirágúakat a barkás fákkal (varázsdió-virágúak – Hamamelididae) hozták rokonságba. A családba 54 nemzetség 2626 faja tartozik. A legnagyobb fajszámú nemzetségek a Pilea (500-715 faj), az Elatostema (300 faj), az Urtica (80 faj) és a Cecropia (62 faj), árpa csalán halálos ideg bénító Ázsia elhagyatott részein található (2 faj).

## Elterjedésük, élőhelyük
A legtöbbjük trópusi növény, a trópusokon liánok és fatermetű csalánfajok (Cecropia) is előfordulnak – a mérsékelt övben csak lágy szárúak és cserjék élnek.

## Megjelenésük, felépítésük
Az eperfafélékhez hasonlóan már az eocén óta ismeretesek a családba tartozó növények levéllenyomatai. A mintegy hétszáz faj többsége lágy szárú. Mivel a csalánfélék főképp lágyszárúak, arra lehet következtetni, hogy a taxon levezetettebb, specializáltabb, mint az eper- vagy szilfaféléké. Az eperfafélékben szokásos tejnedv főképp a kéregszövetben fordul elő, és nem is mindig fehéres: inkább áttetsző, ragadós váladék.
Tagolatlan, fűrészes szélű leveleik szórtan vagy keresztben átellenesen állnak, pálhásak. Egyes fajok levelein mész- vagy kovavázú, gyulladáskeltő anyagokat (hisztamin, acetilkolin, szerotonin, hangyasav) tartalmazó csalánszőrök (cisztolit szőrök) nőnek – ezeket jellegzetes alakjuk miatt találóan retorta szőröknek is nevezik. A Laportea nemzetség fajainak váladéka akár súlyos gyulladásokat, fekélyeket is okozhat.
Apró, zöld leplű virágtakarójuk általában négy levélből áll. A porzók száma is ugyanennyi vagy kevesebb. A porzók és a virágtakaró levelek – épp úgy, mint a rend többi családjában – fedik egymást (szuperponált helyzetűek). A takarórendszer teljes redukciója miatt a virágok olykor csupaszok, mindig egyivarúak. A magház általában felső állású. A csalánpollen az egyik legfőbb allergén anyag Magyarországon. A virágok füzérbe, hajtáscsúcsi csomóba vagy bugába rendeződnek. Termésük apró makk, aszmag vagy csonthéjas.

## Életmódjuk
Egyes fajok egy-, mások kétlakiak. A portokokban fejlődő pollen robbanásszerűen hagyja el a pollenzsákokat, és szél juttatja el a ginőceumokhoz.

## Ismertebb fajok
A csalánféléknek csak néhány faja él Magyarországon, mivel főképp – mint már említettük – trópusi fajok. A nagy csalán (Urtica dioica) magaskórós társulások és a gyomtársulások (főképp ruderális gyomtársulások magas nitrogéntartalmú talajt) jelző faja. Erdőszéleken, patakpartokon főképp a vörös acsalapuval és az óriászsurlóval társul. Az egész világon elterjedt, kozmopolita faj, levelei keresztben átellenesek, kétlaki, évelő faj. Védett hazai faj a lápi csalán (Urtica kiovensis), a láp- és mocsárerdők lakója. A kis csalán (Urtica urens) a ruderális gyomtársulások egyéves faja. A közönséges falgyom (Parietaria officinalis) szintén ruderális helyek növénye; leveleit nem borítják csalánszőrök.
A hazánkban is élő csalánfajok több védett tarkalepkefaj – például az Atalanta-lepke (Vanessa atalanta) és a nappali pávaszem (Aglais io) – tápnövényei.
Trópusi-szubtrópusi rostnövény a rami vagy hócsalán (Boehmeria nivea). Valószínűleg Kínából származik, és ott évszázadok óta termesztik is.
A sivatagi csalán (Forsskaolea tenacissima) a Földközi-tenger mellékének erősen szárazságtűrő növénye. Európában csak Spanyolországban (például az andalúziai Tabernas sivatagban) és Máltán honos.

## Nemzetségek
| - Aboriella - Achudemia - Archiboehmeria - Astrothalamus - Australina - Boehmeria – csalánszösz - Cecropia - Chamabainia - Coussapoa - Cypholophus - Debregeasia - Dendrocnide - Didymodoxa - Discocnide - Droguetia - Elatostema | - Forsskaolea - Gesnouinia - Gibbsia - Girardinia - Laportea - Lecanthus - Leucosyke - Maoutia - Meniscogyne - Myriocarpa - Nanocnide - Neodistemon - Neraudia - Nothocnide - Obetia - Oreocnide | - Parietaria – falgyom - Pellionia - Petelotiella - Phenax - Pilea - Pipturus - Poulzolzia - Procris - Rousselia - Sarcochlamys - Sarcopilea - Soleirolia - Touchardia - Urera - Urtica – csalán |